# キュミ州
キュミ州（キュミしゅう、フィンランド語: Kymen lääni、スウェーデン語: Kymmene län）は、かつて存在したフィンランドの州。1945年から1997年の間存在した。
1941年に勃発した継続戦争は1944年9月19日にモスクワ休戦協定が締結されて終結した。この戦争の結果、戦前はフィンランド領であったヴィープリ州の一部、カレリア地峡とラドガ湖周辺は、ソヴィエトに占領される。この後、1947年のパリ条約によって、占領地は正式にソヴィエト連邦領として割譲された。ヴィープリ州全土がソヴィエト連邦に占領されたわけではなく、一部は占領されずフィンランド領のままであった。このフィンランドに残ったヴィープリ州の一部が、キュミ州として、1945年に発足した。
1997年9月1日、州の大規模再編に伴って、ウーシマー州、ハメ州南部と合併して消滅。合併後は、南スオミ州となった。南スオミ州はその後、2010年1月1日に他州と共に廃止され、フィンランドの州の歴史は幕を閉じた。

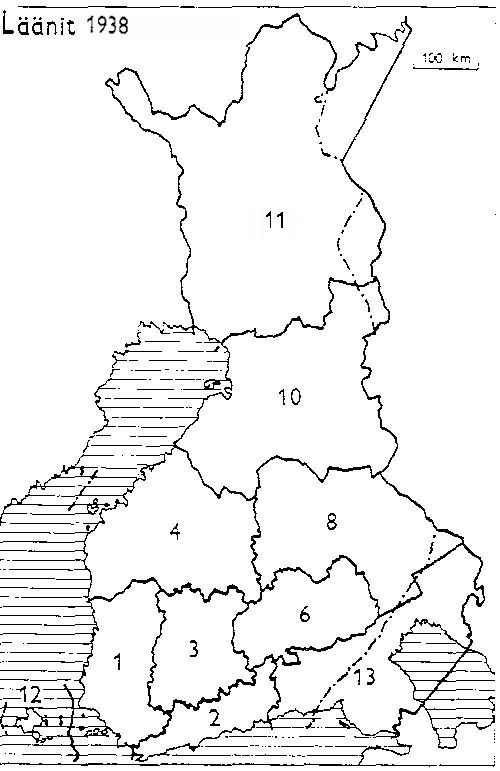
1938年のフィンランドの州: 1: トゥルク・ポリ州, 2: ウーシマー州, 3: ハメ州, 4: ヴァーサ州, 6: ミッケリ州, 8: クオピオ州, 10: オウル州, 11: ラッピ州, 12: オーランド自治州, 13: ヴィープリ州

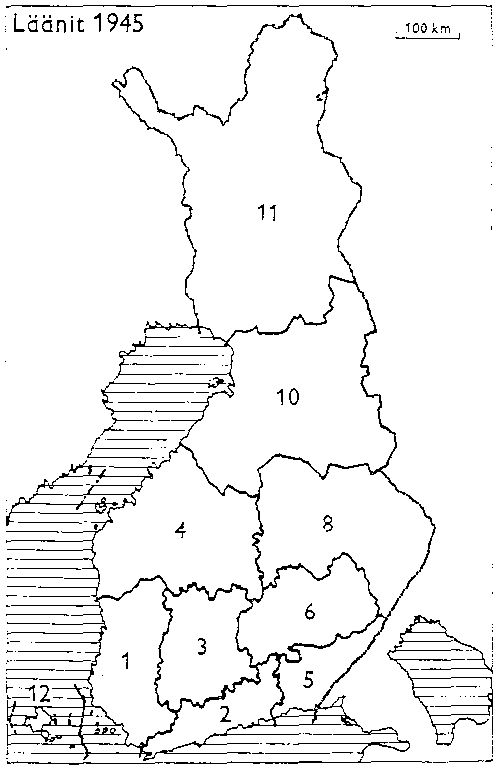
1945年のフィンランドの州: 1: トゥルク・ポリ州, 2: ウーシマー州, 3: ハメ州, 4: ヴァーサ州, 5: キュミ州, 6: ミッケリ州, 8: クオピオ州, 10: オウル州, 11: ラッピ州, 12: オーランド自治州

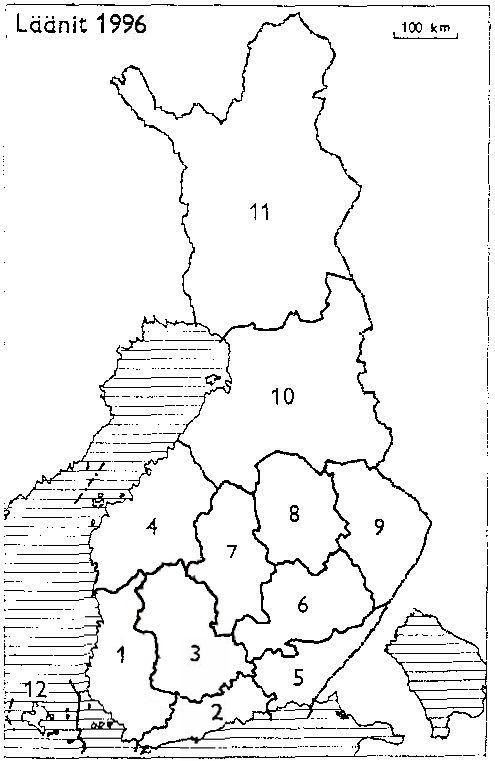
1996年のフィンランドの州: 1: トゥルク・ポリ州, 2: ウーシマー州, 3: ハメ州, 4: ヴァーサ州, 5: キュミ州, 6: ミッケリ州, 7: 中央スオミ州, 8: クオピオ州, 9: 北カルヤラ州, 10: オウル州, 11: ラッピ州, 12: オーランド自治州

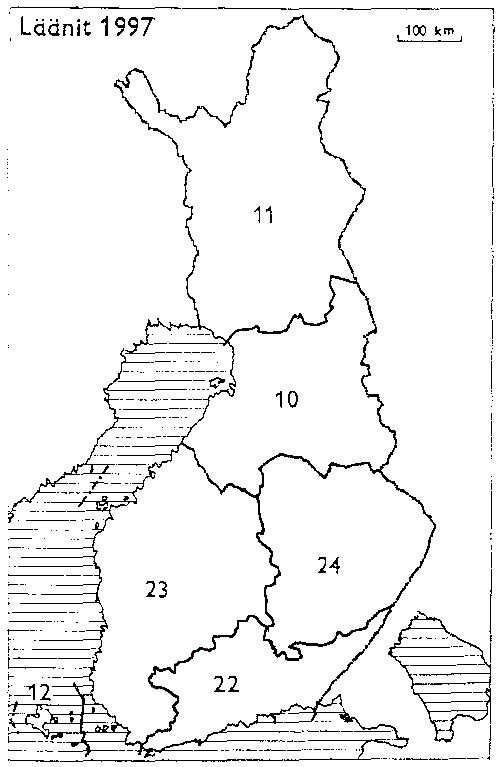
合併後の1997年のフィンランドの州: 10: オウル州, 11: ラッピ州, 12: オーランド自治州, 22: 南スオミ州, 23: 西スオミ州, 24: 東スオミ州

|  |  |  |  |

## 自治体
| - アンヤランコスキ (Anjalankoski) - エリマキ (Elimäki) - ハミナ (Hamina) - イーッティ (Iitti) - イマトラ (Imatra) - ヤーラ (Jaala) - ヨウツセノ (Joutseno) | - コトカ (Kotka) - コウヴォラ (Kouvola) - クーサンコスキ (Kuusankoski) - ラッペーンランタ (Lappeenranta) - レミ (Lemi) - ルーマキ (Luumäki) - ミエヒッカラ (Miehikkälä) | - パリッカラ (Parikkala) - ピュフター (Pyhtää) - ラウトヤルヴィ (Rautjärvi) - ルオコラハティ (Ruokolahti) - サーリ (Saari) - サヴィタイパレ (Savitaipale) - スオメンニエミ (Suomenniemi) | - タイパルサーリ (Taipalsaari) - ウークニエミ (Uukuniemi) - ヴァルケアラ (Valkeala) - ヴェフカラハティ (Vehkalahti) - ヴィロラハティ (Virolahti) - イラマー (Ylämaa) |

## 歴代知事
- Arvo Manner 1945-1955
- Artturi Ranta 1955-1964
- Esko Peltonen 1965-1975
- Erkki Huurtamo 1975-1984
- Matti Jaatinen 1984-1993
- Mauri Miettinen 1993-1997